# Wildbeheereenheid
Een wildbeheereenheid, doorgaans afgekort als WBE, is een samenwerkingsverband tussen jachtrechthouders binnen een ruimtelijk begrensd gebied dat meerdere jachtterreinen omvat en waarin een planmatig wildbeheer wordt gevoerd.